# Piedmont (Verenigde Staten)

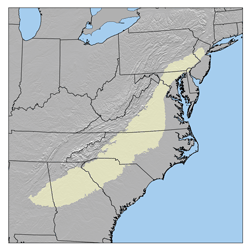
Piedmont

Piedmont is een in de Verenigde Staten gelegen plateau-regio. Met Piedmont wordt het gebied bedoeld dat ligt tussen de Atlantische Kustvlakte en de Appalachen.
De naam is afgeleid van de Italiaanse regio Piëmont en betekent hetzelfde, namelijk: "aan de voet van de berg".
Het plateau loopt vanaf New Jersey in het noorden in zuidwestelijke richting door de staten Pennsylvania, Delaware, Maryland, Virginia, North Carolina, South Carolina en Georgia, tot in de staat Alabama. De Piedmont heeft een totale oppervlakte van ca. 210.000 km² en is maximaal 475 km breed (in North Carolina). Bekende steden in deze regio zijn Charlotte, Atlanta en het verstedelijkte gebied (Delaware Valley) rond Philadelphia en Wilmington.
Qua muziek staat de regio staat bekend om de Piedmont blues, die een kenmerkende manier van gitaar spelen heeft.